# Гадна (Израиль)

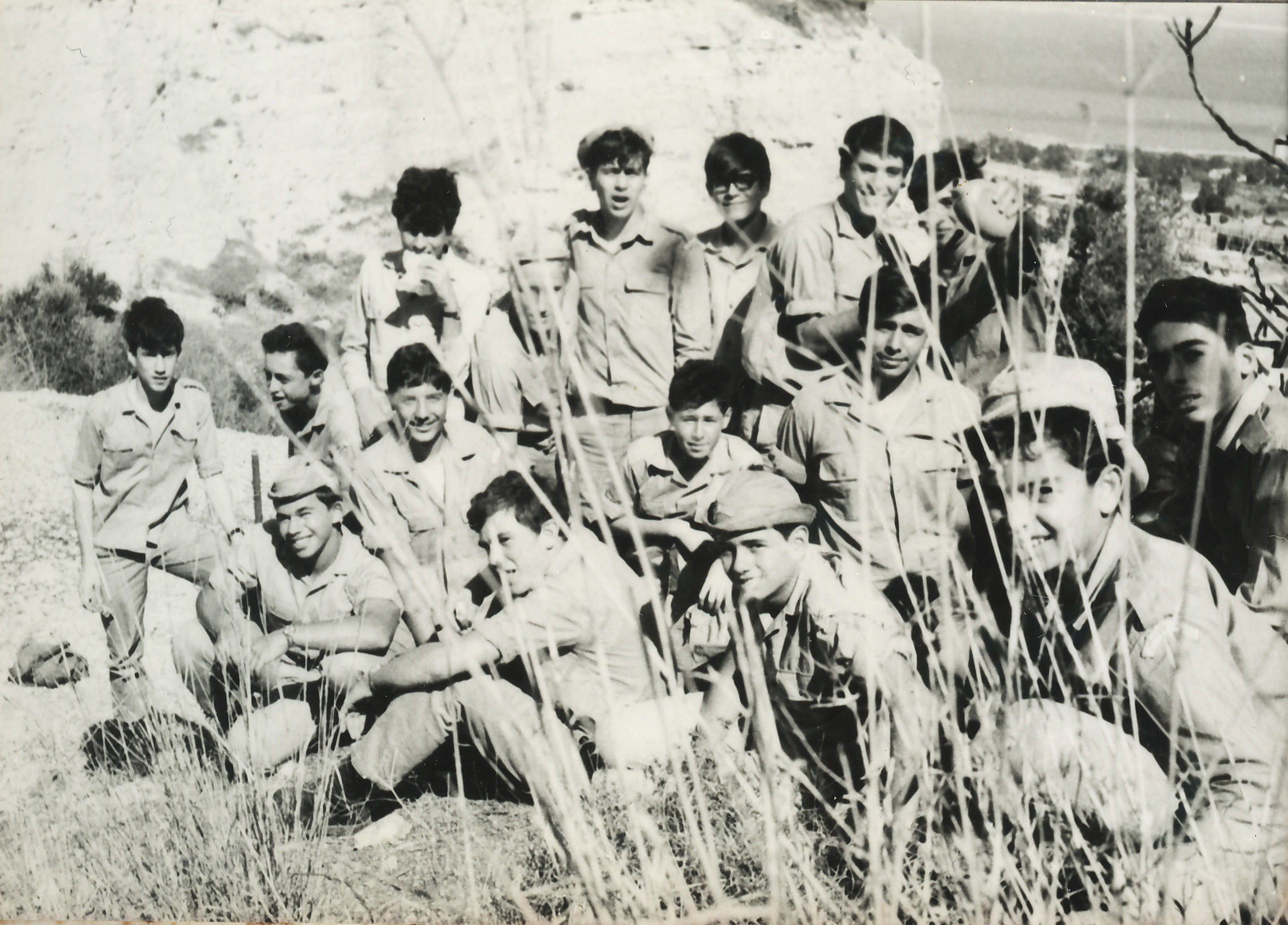
Ученики 10-го класса в Гадна-классе, 1969 год.

Гадна (ивр. גדנ״ע‎) — израильская военная программа, готовящая молодых людей к военной службе в Армии обороны Израиля. Она была создана ещё до основания государства Израиль в 1940 году и закреплена законом в 1949 году. В современном понимании это недельная программа дисциплинарной и военной подготовки, обычно проводимая командирами пехотной бригады «Нахаль». Ежегодно в Гадне участвует около 19 000 израильских молодых людей, а также иностранная молодёжь.

## История

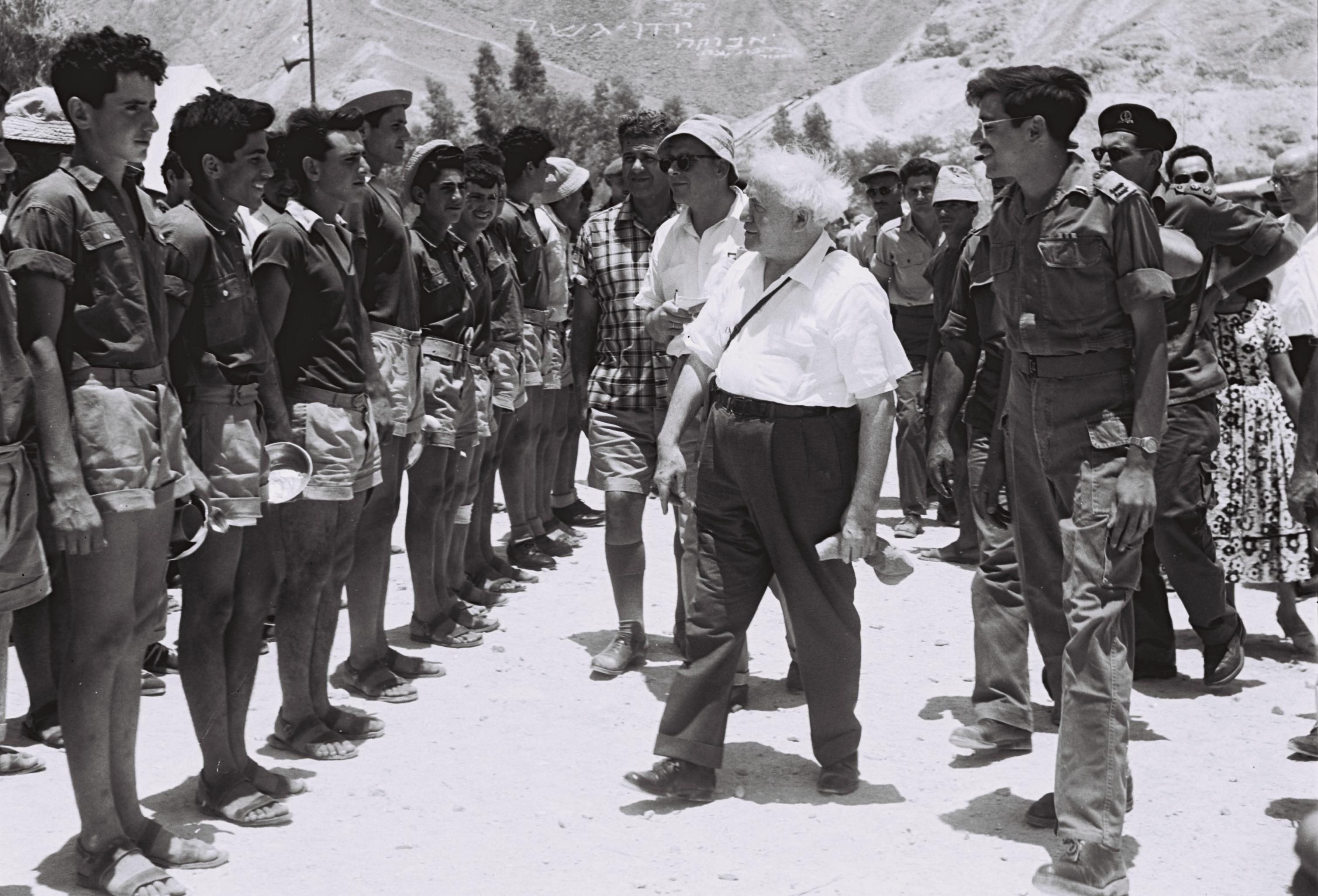
Давид Бен-Гурион посещает базу Гадна в Беэр-Оре (1957)

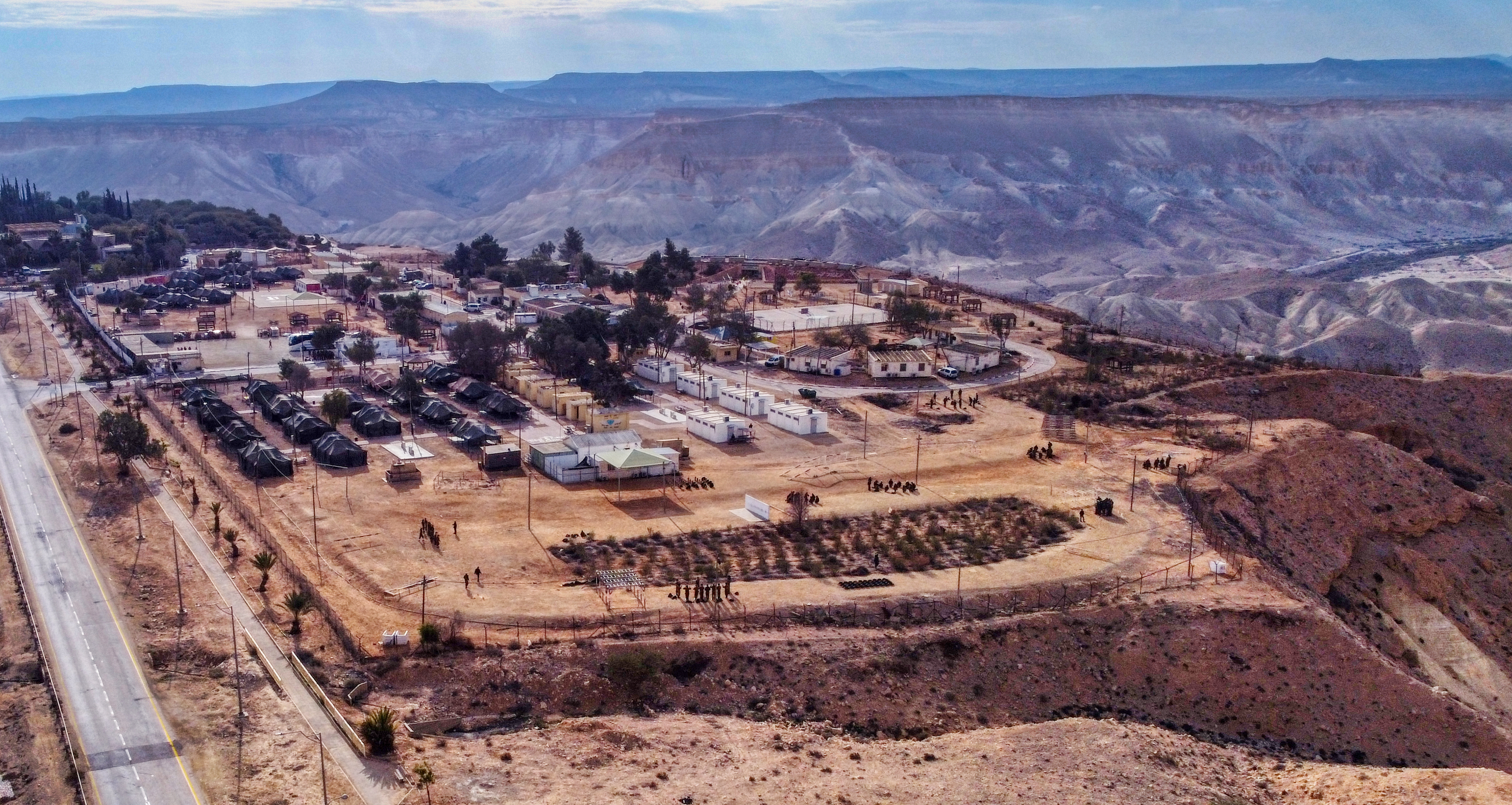
Гадна в Сде Бокере

Гадна, сокращение от Гдудей Ноар (גדודי נוער‬, молодёжные отряды) — организация для молодёжи, созданная до провозглашения независимости Израиля. Наряду с предварительной подготовкой к военной службе в отрядах Гадны преподавали историю сионизма, пропагандировали любовь к Земле Израильской и поощряли участников отрядов заниматься сельским хозяйством и волонтёрством. Общественная деятельность включала чтение идеологических материалов из газет и публикаций лейбористского сионизма.
Программа была создана в начале 1940-х годов организацией «Хагана», которая стала ядром Армии обороны Израиля. Тысячи членов Гадны воевали в качестве детей-солдат в арабо-израильской войне 1948 года. Компания Джонатана была сформирована в основном из членов Гадны. В Гадне были отряды, специализировавшиеся на морской и военно-воздушной службе.
В июне 1949 года Кнессет принял закон, требующий от физически и умственно пригодных мужчин и женщин служить в армии с 18 лет. Закон также предусматривал создание полувоенной структуры Гадна для подготовки учащихся старших классов к военной службе.
В 1991 году Гадна из обособленной структуры стала частью Главного управления по воспитанию и образованию Армии обороны Израиля, при этом был закрыт издававшийся командованием ежемесячник «Бе-Махане Гадна» («В лагере Гадны»). Ранее отряды организовывались на учебных фермах, а во второй половине XX века — при средних школах и молодёжных клубах.

## Споры
Хотя некоторые израильские преподаватели и профессора критиковали программу «Гадна» как «чрезмерно милитаристскую», Корпус образования и молодёжи подготовил программу, в которой в уроки, проводимые в рамках программы, будут включены более милитаристские и боевые ценности, при этом физическому развитию будет уделяться меньше внимания.